# Municipio de Newton Grove
El municipio de Newton Grove (en inglés: Newton Grove Township) es un municipio ubicado en el  condado de Sampson en el estado estadounidense de Carolina del Norte. En el año 2010 tenía una población de 2.130 habitantes.

## Geografía
El municipio de Newton Grove se encuentra ubicado en las coordenadas 35°13′51.59″N 78°19′45″O / 35.2309972, -78.32917.